# Ганс-Мартін Шайбе
Ганс-Мартін Шайбе (нім. Hans-Martin Scheibe; 17 квітня 1918, Кенігсберг — 5 квітня 1944, Середземне море) — німецький офіцер-підводник, капітан-лейтенант крігсмаріне.

## Біографія
3 квітня 1936 року вступив на флот. З вересня 1939 року — вахтовий офіцер і командир взводу на легкому крейсері «Кенігсберг». З квітня 1940 року — офіцер батареї 504-го морського артилерійського дивізіону. В січні-червні 1941 року пройшов курс підводника. З червня 1941 року — вахтовий офіцер на плавучій базі підводних човнів «Лех». З жовтня 1941 по березень 1942 року — 1-й вахтовий офіцер на підводному човні U-431. В лютому-травні 1942 року пройшов курс командира човна. З 7 травня по 19 листопада 1942 року — командир U-72, з 22 листопада 1942 року — U-455, на якому здійснив 6 походів (разом 283 дні в морі). 25 квітня 1943 року на міні, встановленій U-455, підірвався французький торговий пароплав Rouennais водотоннажністю 3777 тонн, який перевозив 5200 тонн фосфатів; 16 з 55 членів екіпажу загинули. 5 квітня 1944 року U-455 підірвався на міні німецького мінного поля Fuss-Ball-Klub в Середземному морі. Всі 51 члени екіпажу загинули.

## Звання
- Кандидат в офіцери (3 квітня 1936)
- Морський кадет (10 вересня 1936)
- Фенріх-цур-зее (1 травня 1937)
- Оберфенріх-цур-зее (1 липня 1938)
- Лейтенант-цур-зее (1 жовтня 1938)
- Оберлейтенант-цур-зее (1 жовтня 1940)
- Капітан-лейтенант (1 липня 1943)